# 삼각선

간단한 삼각선의 예제.

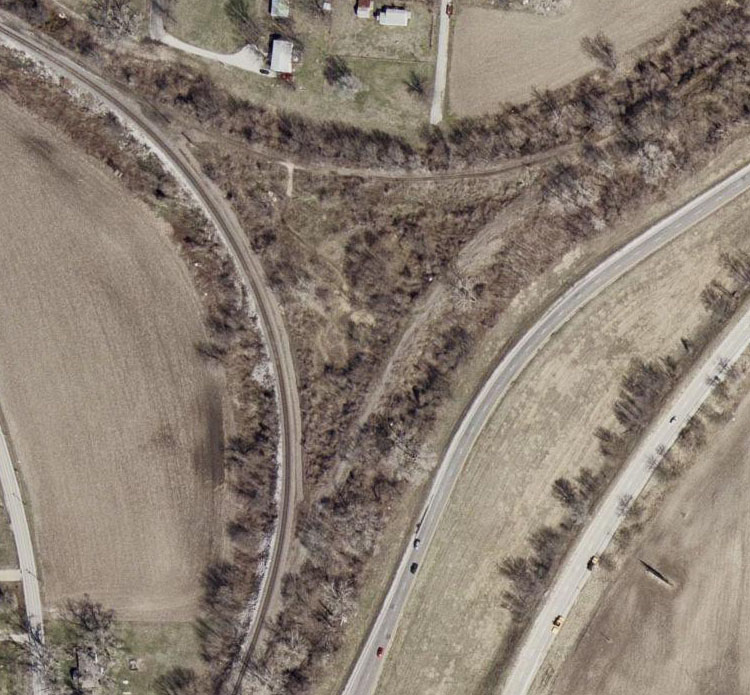
현재 일부 사용되지 않는 삼각선의 항공 사진

삼각선(三角線) 혹은 델타선(Delta線)은 철도 교통에서 궤도를 삼각형으로 설치하고, 삼각형의 각각 꼭짓점에 분기기를 설치한 궤도 배치 방법을 가리킨다. 삼각선 형태의 분기점에서는 열차가 임의의 방향으로 진행할 수 있다. 철도 차량의 진행 방향을 바꾸는 데에도 사용할 수 있다.

## 특징
분기점에 삼각선을 사용하면 열차의 방향 전환 없이 임의의 방향으로 진행시킬 수 있으므로, 많은 철도 노선에서 찾아볼 수 있다. 삼각선을 이루는 하나 이상의 노선이 복선 이상인 경우, 입체 교차를 위한 구조물이 설치되기도 한다. 삼각선을 이용해 노선을 바꿀 경우 직결하는 열차가 분기역에 정차할 수 없는 단점이 있다. 북한에서는 평양과 함흥을 오가는 열차가 고원역을 경유하면서 방향을 바꾸지 않고 갈 수 있도록 삼각선 대신 고원역과 부래산역을 잇는 우회 선로를 건설하여 이용한다.

## 이용

삼각선을 사용한 차량 회전

대부분의 증기 기관차나 일부 디젤 기관차, 열차 편성 전체의 방향을 전환시킬 경우 삼각선을 이용한다. 대칭형 철도 차량이라고 해도 양쪽의 마모를 균등하게 맞추기 위하여 회전시킬 필요가 있다. 전차대는 공간은 가장 적게 차지하나, 한 번에 1량씩만 취급할 수 있다. 루프선은 임의 길이의 열차를 회전시킬 수 있지만, 루프선을 설치하기 위한 부지를 확보해야 한다.
부지 확보가 쉬운 북아메리카나 오스트레일리아는 차량 회전에 삼각선을 자주 이용하는데, 이는 초기에 철도를 건설할 때 부지 확보가 쉬웠기 때문다. 또한 비용 절감과 부지 확보 문제로 전차대 대신 많이 사용하였다. 유럽의 경우 부지 확보가 어려워서 증기 기관차는 전차대를 주로 사용하였고, 디젤과 전기 기관차는 양방향에 운전실을 설치하여 전차대와 삼각선의 기능을 이전하였다.
삼각선은 노면 전차에서 가끔 쓰이기도 한다. 단방향 노면 전차를 사용하는 곳에서는 종점에서 차량의 방향을 회전시켜야 한다. 그런데 노면 전차는 최소 곡률 반경이 다른 철도 차량보다 작으므로 루프선 회차 방식이 자주 쓰이지만, 삼각선을 쓰는 경우도 있다.
삼각선을 이용한 차량 회전 원리는 대한민국의 운전 면허 기능 시험에서 시행되는 방향 전환 코스(속칭 T코스)의 원리와 동일하다.

## 토지 사용
삼각선 내부는 인접 지역과 철도로 고립되기 쉬워서, 이 공간을 철도 용지로 사용하는 경우가 많다. 내부의 지형상 사각형 빌딩을 건축하기 어렵다. 전철화 구간에서는 토지 비용 문제와 건설 용이성 때문에 급전소가 삼각선 내부에 설치되는 일이 많다.

## 삼각선 목록

### 대한민국의 삼각선
- 구로삼각선 : 경부선 - 경인선
- 용산삼각선 : 경부선 - 경원선
- 오송선 : 경부선 - 충북선
- 대전선 : 경부선 - 호남선
- 오정선 : 경부선 - 호남선
- 미전선 : 경부선 - 경전선
- 부전선 : 가야선 - 동해선
- 북송정삼각선 : 호남선 - 경전선
- 전경삼각선 : 전라선 - 경전선
- 망우선 : 중앙선 - 경원선
- 북영주삼각선 : 중앙선 - 영동선
- 북영천삼각선 : 중앙선 - 대구선
- 금장삼각선 : 중앙선 - 동해선
- 태백삼각선 : 영동선 - 태백선
- 강릉삼각선 : 영동선 - 경강선
- 옥서삼각선 : 장항선 - 남포선
- 여수역 : 전라선
- 용유차량삼각선 : 인천국제공항철도 인천공항2터미널역 - 용유차량기지

## 같이 보기
- 루프선
- 전차대